# Eriskay
Eriskay (gael nyelven Eirisgeigh, IPA: [ˈeɾʲɪʃkʲej]ⓘ) a Külső-Hebridák egyik szigete  Észak-Skóciában. Neve az  „Eric's Isle” (Erik szigete) óészaki változatából származik. South Uist (Déli Uist) és  Barra között terül el, egy 2001-ben átadott töltésút köti össze South Uisttal. Ugyanebben az évben egy kompkikötő is épült a  szigeten. A Caledonian MacBrayne hajóstársaság járműszállító kompjai az Eriskay-n lévő Ceann a' Ghàraidh és a barrai Ardmore között közlekednek. Az átkelés időtartama nagyjából 40 perc.

## A sziget
Bár a sziget egészen kicsi (körülbelül 4x2.5 km), hírneve messze túlnyúlik a Hebridákon. Nevéhez kapcsolódik az Eriskay Love Lilt című, ismert népdal, továbbá az eriskay-i póni, valamint az eriskay-i pulóver, mely mindennemű varrás nélkül készül. A valóságban itt zajlott le az az esemény, amely a Whisky Galore című 1947-es regény, majd az 1949-ben ebből készült film alaptörténetéül szolgált. 1941-ben a sziget partjainál futott zátonyra a  Politician nevű teherhajó, fedélzetén 50.000 láda skót whiskyvel. A háborús miatt a szigetlakók éppen kifogyóban voltak készleteikből, így a szállítmányt isteni ajándéknak tekintették. 1745. augusztus 2-án kötött ki a szigeten a  le Du Teillay nevű kis fregatt, fedélzetén a trónkövetelő Charles Edward Stuarttal (II. Jakab unokájával) és hét emberével, ezzel kezdetét vette az úgynevezett 45-ös jakobita felkelés. Eriskay: A Poem of Remote Lives (Eriskay: Messzi életek eposza) címmel a szigeten forgatott egy fontos, korai dokumentumfilmet a német utazó, Werner Kissling.
Eriskay-n található egy jól ellátott bolt, egy közösségi központ, valamint a Politician Lounge Bar, emlékeztetve a megfeneklett hajóra. A Szent Mihálynak ajánlott római katolikus templom egy dombtetőn áll, ahonnan belátható Eriskay központi települése. A centenáriumi szentmisét 2003-ban celebrálták, ugyanis az épületet 1903-ban építette Allan MacDonald atya. A régi templom helyét emlékpark őrzi.

## Közlekedés
Eriskay-t több gyalogút és egyetlen közút szeli át. Az út első szakaszát 1935-ben építették, Kissling dokumentumfilmjének londoni bemutatója után.
2009-ben Acarsaid Mhòr kiváló természetes kikötőjének, egy mély tengeröbölnek a keleti parton, mely csaknem kettévágja a szigetet, addigi kezdetleges rakpartját kibővítették és modernizálták, komoly mértékben javítva a közlekedési lehetőségeket. Néhány kisebb halászhajó továbbra is használja - legalábbis amikor a dagály és az időjárás lehetővé teszi - a homokpadokkal határolt öblöt Haunnál. Acarsaid Mhòr kikötőjét jachtok is látogatják.

## Népesedés
Az utóbbi időkben több eriskay-i család hagyta ott a szigetet, hogy máshol keressen magának megélhetést, néhány történelmi famíliának már nem vagy alig maradtak leszármazottai a szigeten. Jó példa erre a kiterjedt Macinnnes család, akik Kissling idejében a sziget meghatározó alakjai voltak, manapság viszont mindössze négyük tanyázik Eriskay-n. A szigetet elhagyók jó része fiatal, akik, mint oly sokan a távoli, vidéki környezetben élők közül, a kevés munkalehetőség és a továbbtanuláshoz való nehezebb hozzáférés miatt ragadnak úti batyut.

## Turizmus
A szabadságukat itt töltők gyakran hivatkoznak a megkapó tájra, valamint a szabadidős tevékenységek gazdag választékára. Ennek ellenére a turizmus csak lassan fejlődik. 2010-ig a szigeten nem volt volt szálloda, egy pár szállást és reggelit kínáló vendégház, valamint önellátást igénylő apartman próbálta kielégíteni az igényeket. A South Uist felé vezető töltésút 2011-es befejezése és a Barra szigetét megcélzó kompforgalom rendszeressé válása  óta jó pár ingatlant újítottak fel szakszerűen, illetve új épületek is emelkedtek abból a célból, hogy a turisták szolgálatába állítsák őket. Ezek üzemeltetői részben őslakosok, részben új bevándorlók. A parti területek népszerűsége folyvást nő a lakóautóval érkezők körében.

## Fordítás
- Ez a szócikk részben vagy egészben  az   Eriskay című angol Wikipédia-szócikk ezen változatának fordításán alapul.  Az eredeti cikk szerkesztőit annak laptörténete sorolja fel. Ez a jelzés csupán a megfogalmazás eredetét és a szerzői jogokat jelzi, nem szolgál a cikkben szereplő információk forrásmegjelöléseként.